# Oppervlaktewater

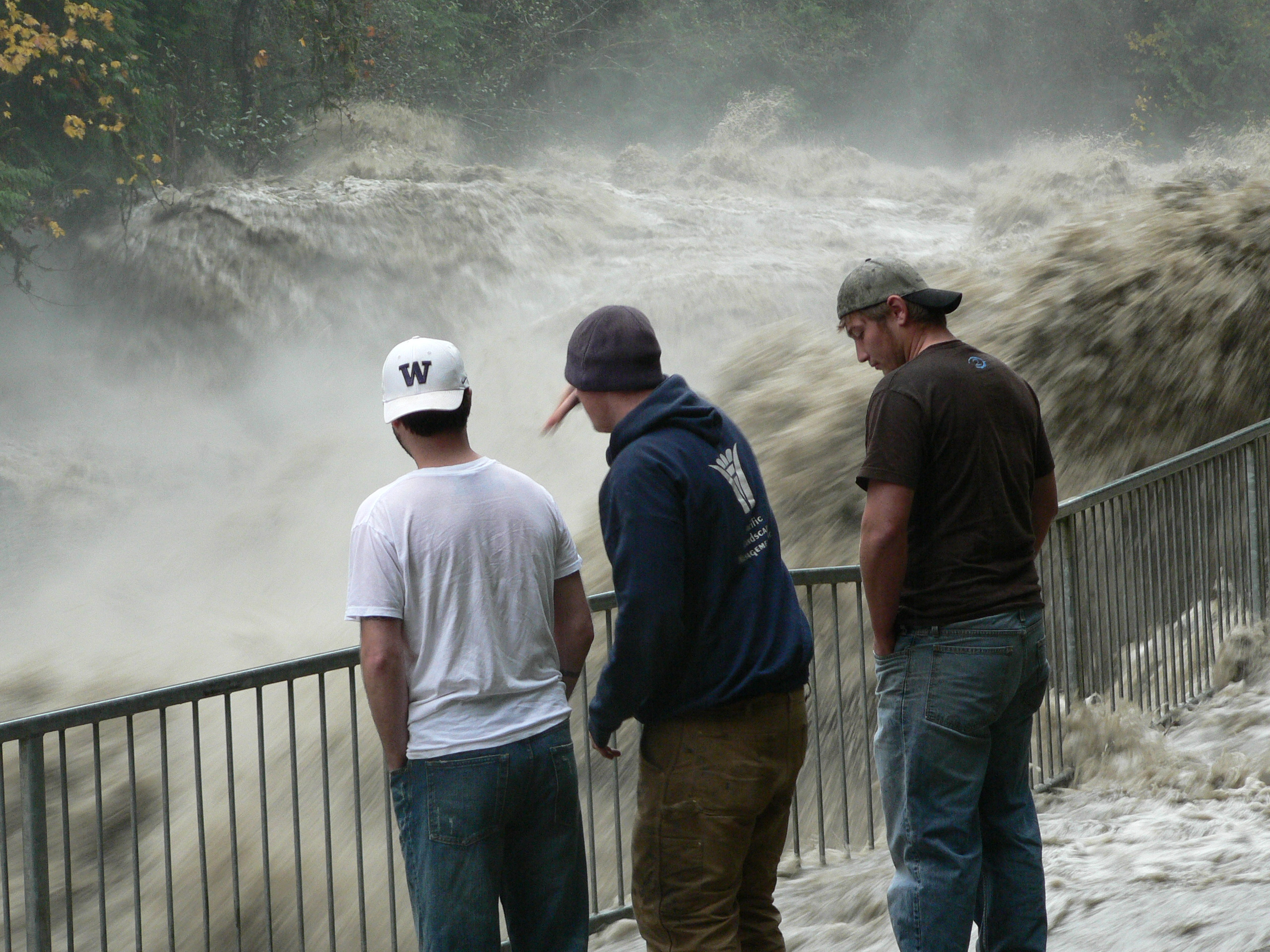
Vloed bij de Granite Falls in de Stillaguamish Rivier, Washington, V.S., november 2006.

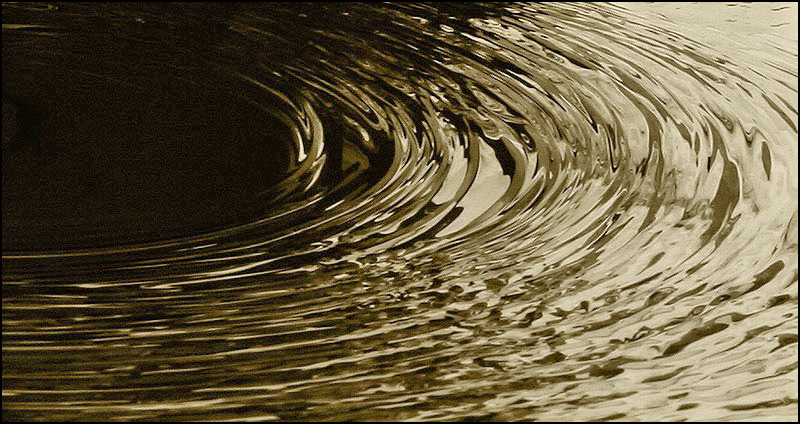
Wateroppervlak

Oppervlaktewater is al het water dat zich in vloeibare vorm aan de oppervlakte van een planeet bevindt. Het staat hiermee in tegenstelling tot het grondwater dat bij bronnen opwelt, het op de polen en in gletsjers in de vorm van ijs gebonden water en waterdamp in de dampkring. Tezamen vormen al deze vormen van water de hydrosfeer van de Aarde.
Oppervlaktewateren kunnen natuurlijke of kunstmatige wateren en watergangen zijn. Grote wateren zijn plaatselijk van invloed op de temperatuur en het weer. Hoe groter de oppervlakte, hoe meer de wind kan toenemen, maar ook smallere stroken water kunnen net als bergen een barrière vormen tussen meteorologische weerfronten.

## Natuurlijke wateren en watergangen
De volgende wateren en watergangen zijn natuurlijk:
- oceanen
- zeeën
- baaien, golven, zeearmen, fjorden, lagunes
- binnenzeeën
- meren en plassen
- vennen
- kolken (ook wel: wielen, dobbes)
- rivieren
- beken
- Aa

## Kunstmatige wateren en watergangen
De volgende wateren en watergangen zijn kunstmatig:
- stuwmeren
- aquaducten
- kanalen
- hoofdwatergangen: grachten, vaarten enz.
- vijvers
- poelen
- sloten
- greppels
- weteringen